# Señoras del (h)AMPA
Señoras del (h)AMPA és una sèrie de televisió espanyola produïda per Mediaset España i Producciones Mandarina. Protagonitzada per Toni Acosta, Malena Alterio, Nuria Herrero i Mamen García, va ser presentada en el Festival MIP Drama de Cannes, en el qual va ser premiada com a sèrie favorita dels compradors. La seva estrena en obert va tenir lloc el 19 de juny de 2019 a Telecinco. A partir del capítol 7, Telecinco va decidir retardar el seu horari d'emissió fins a les 23h20 amb motiu de l'estrena de Toy Boy a Antena 3.

## Argument
Mayte, Lourdes, Virginia i Amparo són quatre dones residents al districte madrileny de Carabanchel que es veuran desbordades quan accidentalment posin fi a la vida d'Elvira, una mare repel·lent experta a fotre'ls l'existència durant les reunions de l'Associació de Mares i Pares d'Alumnes (AMPA) del col·legi. Incapaços de confessar els fets, acaben generant involuntàriament una espiral de violència que les convertirà en perilloses mafioses enfrontades a autèntics criminals.

## Repartiment

### Protagonista
- Malena Alterio – Lourdes Sanguino
- Toni Acosta – Mayte Soldevilla
- Nuria Herrero – Virginia Torres
- Mamen García – Amparo Peláez
- Marta Belenguer – Elvira Navarro †
- Ainhoa Santamaría – Anabel Sorolla

### Secundari
- Nuria González – Begoña Cepeda † (Capítol 1 - Capítol 2; Capítol 4 - Capítol 6; Capítol 8 - Capítol 9; Capítol 11 - Capítol 13)
- Alfonso Lara – Vicente (Capítol 1 - Capítol 13)
- Álex Barahona – Curro (Capítol 1 - Capítol 3; Capítol 5 - Capítol 9; Capítol 11 - Capítol 13)
- Fernando Coronado – Gregorio Manzanero (Capítol 1 - Capítol 3; Capítol 5 - Capítol 10; Capítol 12 - Capítol 13)
- Lorena López - Manoli (capítol 2 - capítol 13)
- Raúl Mérida – Arturo Soto † (Capítol 1 - Capítol 9)
- Ana Fernández[3] – Asunción "Asun" (Capítol 1 - Capítol 2; Capítol 4 - Capítol 5; Capítol 8 - Capítol 13)
- Amparo Fernández – Doña Concha † (Capítol 1 - Capítol 2; Capítol 8; Capítol 10)
- Alberto Velasco – Ramón † (Capítol 1 - Capítol 2; Capítol 4 - Capítol 8; Capítol 12 - Capítol 13)
- Dafnis Balduz – Mariano (Capítol 1 - Capítol 8; Capítol 10 - Capítol 13)
- Juan Blanco – Carlos (Capítol 1; Capítol 3 - Capítol 10; Capítol 13)
- Francisco Boira – Andrés † (Capítol 2 - Capítol 6; Capítol 8 - Capítol 9)
- Manolo Caro – Berto † (Capítol 2 - Capítol 6; Capítol 8 - Capítol 13)
- Fernando Valdivielso – Chivo † (Capítol 2 - Capítol 13)
- Bea de la Cruz – Paloma (Capítol 3; Capítol 5; Capítol 7 - Capítol 13)
- Carla Campra – Elisabeth (Capítol 3; Capítol 7; Capítol 9)

#### Amb la col·laboració especial de
- Fernando Cayo – Pedro Conesa † (Capítol 1 - Capítol 5)
- Gloria Muñoz – Josefina Carmona (Capítol 3 - Capítol 5; Capítol 7 - Capítol 13)
- Carmen Balagué – Remedios (Capítol 3; Capítol 10 - Capítol 13)
- Enrique Villén – Félix (Capítol 6)
- Elisa Matilla – Mare de Virginia (Capítol 7; Capítol 10 - Capítol 11; Capítol 13)
- Carlos Chamarro – Psicòleg (Capítol 8; Capítol 11)
- Pepo Oliva – Pare de Maite (Capítol 8)
- Ramiro Blas – Lagarto † (Capítol 10; Capítol 13)
- María Garralón – Mare de Maite † (Capítol 11)

## Temporades i episodis
| Temporada | Temporada | Episodis | Estrena            | Final                 | Audiència mitjana | Audiència mitjana | Audiència mitjana |
| Temporada | Temporada | Episodis | Estrena            | Final                 | Espectadors       | Quota             |                   |
| --------- | --------- | -------- | ------------------ | --------------------- | ----------------- | ----------------- | ----------------- |
|           | 1         | 13       | 19 de juny de 2019 | 6 de novembre de 2019 | 1 341 000         | 11,0%             |                   |
|           | 2         | -        | 2020               | 2020                  | -                 | -                 |                   |

### Primera temporada (2019)
| N. (serie) | Capítol | Títol                                | Direcció                       | Guió                           | Data d'emissió         | Audiència         |
| ---------- | ------- | ------------------------------------ | ------------------------------ | ------------------------------ | ---------------------- | ----------------- |
| 1          | 1       | «Señoras que matan»                  | Carlos del Hoyo i Abril Zamora | Carlos del Hoyo i Abril Zamora | 19 de juny de 2019     | 2 996 000 (20,9%) |
| 2          | 2       | «Señoras atrapadas»                  | Carlos del Hoyo                | Carlos del Hoyo i Abril Zamora | 26 de juny de 2019     | 2 147 000 (15,9%) |
| 3          | 3       | «Señoras que ayudan a otras señoras» | Carlos del Hoyo                | Carlos del Hoyo i Abril Zamora | 3 de juliol de 2019    | 2 067 000 (16,4%) |
| 4          | 4       | «Señoras empoderadas»                | Vicente Villanueva             | Carlos del Hoyo i Abril Zamora | 10 de juliol de 2019   | 1 768 000 (14,4%) |
| 5          | 5       | «Señoras sin blanca»                 | Vicente Villanueva             | Carlos del Hoyo i Abril Zamora | 17 de juliol de 2019   | 1 529 000 (13,1%) |
| 6          | 6       | «Señoras que roban»                  | Jaime Botella                  | Carlos del Hoyo i Abril Zamora | 18 de setembre de 2019 | 1 179 000 (9,2%)  |
| 7          | 7       | «Señoras contra señoras»             | Jaime Botella                  | Carlos del Hoyo i Abril Zamora | 25 de setembre de 2019 | 907 000 (8,4%)    |
| 8          | 8       | «Señoras pilladas»                   | Vicente Villanueva             | Carlos del Hoyo i Abril Zamora | 2 d'octubre de 2019    | 861 000 (8,1%)    |
| 9          | 9       | «Señoras a la fuga»                  | Vicente Villanueva             | Carlos del Hoyo i Abril Zamora | 9 d'octubre de 2019    | 898 000 (8,3%)    |
| 10         | 10      | «Señoras violentas»                  | Jaime Botella                  | Carlos del Hoyo i Abril Zamora | 16 d'octubre de 2019   | 797 000 (6,9%)    |
| 11         | 11      | «Señoras heridas»                    | Jaime Botella                  | Carlos del Hoyo i Abril Zamora | 23 d'octubre de 2019   | 810 000 (7,3%)    |
| 12         | 12      | Carlos del Hoyo                      | Carlos del Hoyo i Abril Zamora | 30 d'octubre de 2019           | 717 000 (6,8%)         |                   |
| 13         | 13      | «Señoras unidas»                     | Carlos del Hoyo                | Carlos del Hoyo i Abril Zamora | 6 de novembre de 2019  | 753 000 (6,9%)    |